# Julia Ford (Skirennläuferin)
Julia Ford (* 30. März 1990 in Concord, Massachusetts) ist eine US-amerikanische Skirennläuferin. Sie startet vor allem in den Disziplinen Abfahrt und Super-G. In der Saison 2011/12 gewann sie die Gesamtwertung des Nor-Am Cup. Im Weltcup blieb sie bisher ohne größere Erfolge.

## Biografie
Ford nahm im Dezember 2005 erstmals an FIS-Rennen teil, ab Januar 2007 war sie auch im Nor-Am Cup am Start. Nach ersten Siegen in FIS-Rennen und drei nationalen Juniorenmeistertiteln wurde sie im Sommer 2007 in den Nachwuchskader des US-amerikanischen Skiverbandes aufgenommen. Am 14. Dezember 2008 feierte sie in der Super-Kombination von Panorama ihren ersten Nor-Am-Sieg, der ihr in der Saison 2008/09 auch zum Gewinn der Disziplinenwertung verhalf. Insgesamt fuhr sie in diesem Winter dreimal auf das Podest, womit sie in der Gesamtwertung den zweiten Platz erreichte. In der Saison 2009/10 blieb sie zwar ohne Sieg, doch mit sechs Podestplätzen erreichte sie erneut den zweiten Platz in der Gesamtwertung und gewann auch zum zweiten Mal die Kombinationswertung. Nach der Saison stieg sie vom Nachwuchs- in den C-Kader auf.
Bei Juniorenweltmeisterschaften, an denen sie von 2008 bis 2010 teilnahm, erzielte Ford ihre besten Ergebnisse in der aus Slalom, Riesenslalom und Abfahrt gebildeten Kombination. 2009 erreichte sie den vierten Platz. Ihr erstes Weltcuprennen bestritt sie am 29. November 2009: Im Slalom von Aspen konnte sie sich aber nicht für den zweiten Durchgang qualifizieren. Im Nor-Am Cup erreichte sie in der Saison 2010/11 mit drei Siegen und weiteren fünf Podestplätzen wie in den beiden letzten Jahren den zweiten Platz in der Gesamtwertung. Zudem gewann sie zum dritten Mal in Folge die Kombinationswertung sowie zum ersten Mal die Abfahrts- und Super-G-Wertung.
Am 7. Januar 2012 gewann Ford in ihrem neunten Weltcuprennen, der Abfahrt von Bad Kleinkirchheim, mit Platz 22 erstmals Weltcuppunkte. Weiterhin erfolgreich war sie im Nor-Am Cup: In der Saison 2011/12 erreichte sie vier Siege (je zwei Abfahrten und Super-G), womit sie die Gesamtwertung für sich entschied und zum zweiten Mal die Abfahrtswertung gewann. Das bisher beste Weltcupergebnis erzielte sie am 6. Dezember 2013 mit Platz 21 in der Abfahrt von Lake Louise. Trotz mehrerer weiterer Anläufe konnte sie sich seither nicht mehr in den Weltcup-Punkterängen klassieren. Gleichwohl qualifizierte sie sich für die Olympischen Winterspiele 2014 in Sotschi, wo sie im Slalom auf Platz 24 fuhr. Im März 2015 ging Ford zum bisher letzten Mal im Weltcup an den Start. Seither bestreitet sie nur noch FIS-Rennen, nationale Meisterschaften und Nor-Am-Rennen. 2016/17 fiel sie verletzungsbedingt die gesamte Saison aus, im Dezember 2017 kehrte sie ins Renngeschehen zurück.

## Erfolge

### Olympische Winterspiele
- Sotschi 2014: 24. Slalom

### Weltcup
- 2 Platzierungen unter den besten 30

### Nor-Am Cup
Julia Ford ist eine der erfolgreichsten Athletinnen in der Geschichte des alpinen Nor-Am Cups: Sie konnte die Gesamtwertung einmal gewinnen und wurde dreimal Zweitplatzierte; darüber hinaus sicherte sie sich am Saisonende im Laufe ihrer Karriere sieben Disziplinenwertungen und erreichte bei vier weiteren das Podest.
| Saison  | Gesamt          | Gesamt          | Abfahrt         | Abfahrt         | Super-G         | Super-G         | Riesenslalom    | Riesenslalom    | Slalom          | Slalom          | Kombination     | Kombination     |
| Saison  | Platz           | Punkte          | Platz           | Punkte          | Platz           | Punkte          | Platz           | Punkte          | Platz           | Punkte          | Platz           | Punkte          |
| ------- | --------------- | --------------- | --------------- | --------------- | --------------- | --------------- | --------------- | --------------- | --------------- | --------------- | --------------- | --------------- |
| 2006/07 | 105.            | 13              | –               | –               | –               | –               | –               | –               | 60.             | 13              | –               | –               |
| 2007/08 | 19.             | 242             | 20.             | 24              | 11.             | 80              | 39.             | 33.             | 19.             | 65              | 14.             | 40              |
| 2008/09 | 2.              | 659             | 5.              | 90              | 13.             | 129             | 5.              | 180             | 13.             | 144             | 1.              | 116             |
| 2009/10 | 2.              | 242             | 3.              | 216             | 3.              | 221             | 10.             | 91              | 21.             | 74              | 1.              | 160             |
| 2010/11 | 2.              | 1115            | 1.              | 310             | 1.              | 400             | 10.             | 146             | 14.             | 99              | 1.              | 160             |
| 2011/12 | 1.              | 871             | 1.              | 200             | 3.              | 250             | 5.              | 215             | 6.              | 206             | –               | –               |
| 2012/13 | 41.             | 155             | 7.              | 110             | 26.             | 45              | –               | –               | –               | –               | –               | –               |
| 2013/14 | 9.              | 563             | 2.              | 280             | 16.             | 89              | 26.             | 67              | 16.             | 101             | 26.             | 26              |
| 2014/15 | 15.             | 333             | 1.              | 180             | 17.             | 55              | 25.             | 78              | –               | –               | 24.             | 20              |
| 2015/16 | keine Teilnahme | keine Teilnahme | keine Teilnahme | keine Teilnahme | keine Teilnahme | keine Teilnahme | keine Teilnahme | keine Teilnahme | keine Teilnahme | keine Teilnahme | keine Teilnahme | keine Teilnahme |
| 2016/17 | 22.             | 332             | –               | –               | 32.             | 36              | 27.             | 55              | 5.              | 223             | 30.             | 18              |
| 2017/18 | 29.             | 174             | –               | –               | –               | –               | 70.             | 8               | 11.             | 166             | –               | –               |

- 28 Podestplätze, davon 10 Siege:

| Datum             | Ort              | Land   | Disziplin         |
| ----------------- | ---------------- | ------ | ----------------- |
| 14. Dezember 2008 | Panorama         | Kanada | Super-Kombination |
| 9. Dezember 2010  | Lake Louise      | Kanada | Abfahrt           |
| 15. Februar 2011  | Aspen            | USA    | Abfahrt           |
| 20. März 2011     | Whistler         | Kanada | Super-G           |
| 9. Februar 2012   | Aspen            | USA    | Super-G           |
| 10. Februar 2012  | Aspen            | USA    | Super-G           |
| 13. Februar 2012  | Aspen            | USA    | Abfahrt           |
| 14. Februar 2012  | Aspen            | USA    | Abfahrt           |
| 11. Februar 2014  | Mont Sainte-Anne | Kanada | Abfahrt           |
| 10. Dezember 2014 | Lake Louise      | Kanada | Abfahrt           |

### Juniorenweltmeisterschaften
- Formigal 2008: 12. Kombination, 32. Abfahrt, 33. Slalom, 56. Riesenslalom
- Garmisch-Partenkirchen 2009: 4. Kombination, 21. Riesenslalom, 26. Abfahrt, 36. Slalom
- Mont Blanc 2010: 13. Kombination, 22. Abfahrt, 25. Slalom, 29. Riesenslalom, 38. Super-G

### Weitere Erfolge
- 3 US-amerikanische Meistertitel (Abfahrt 2011, 2012, 2015)
- 3 US-amerikanische Juniorenmeistertitel (Slalom 2006 und 2007, Super-G 2007)
- 20 Siege in FIS-Rennen